# Asten, Oberösterreich
Asten är en ort och kommun  i Österrike. Den ligger i distriktet Linz-Land i förbundslandet Oberösterreich, 140 kilometer väster om huvudstaden Wien.
Kommunen består av fyra orter (Ortschaften) (inom parentes invånarantal 1 januari 2024):
- Asten (3 604)
- Fisching (1 978)
- Ipfdorf (482)
- Raffelstetten (994)